# Chloromachia nivestrota
Chloromachia nivestrota är en fjärilsart som beskrevs av W. Warren 1907. Chloromachia nivestrota ingår i släktet Chloromachia och familjen mätare. Inga underarter finns listade i Catalogue of Life.